# Spillertown
Spillertown és una població dels Estats Units a l'estat d'Illinois. Segons el cens del 2000 tenia 220 habitants.

## Demografia
Segons el cens del 2000, Spillertown tenia 220 habitants, 84 habitatges, i 61 famílies. La densitat de població era de 274 habitants/km².
Dels 84 habitatges en un 38,1% hi vivien nens de menys de 18 anys, en un 59,5% hi vivien parelles casades, en un 13,1% dones solteres, i en un 26,2% no eren unitats familiars. En el 23,8% dels habitatges hi vivien persones soles el 7,1% de les quals corresponia a persones de 65 anys o més que vivien soles. El nombre mitjà de persones vivint en cada habitatge era de 2,62 i el nombre mitjà de persones que vivien en cada família era de 3,1.
Per edats la població es repartia de la següent manera: un 25,5% tenia menys de 18 anys, un 14,5% entre 18 i 24, un 29,5% entre 25 i 44, un 20% de 45 a 60 i un 10,5% 65 anys o més.
L'edat mediana era de 30 anys. Per cada 100 dones de 18 o més anys hi havia 102,5 homes.
La renda mediana per habitatge era de 33.125 $ i la renda mediana per família de 47.917 $. Els homes tenien una renda mediana de 30.625 $ mentre que les dones 21.250 $. La renda per capita de la població era de 18.674 $. Aproximadament el 6,3% de les famílies i el 6,4% de la població estaven per davall del llindar de pobresa.

## Poblacions properes
El següent diagrama mostra les poblacions més properes.